# 검은 돌

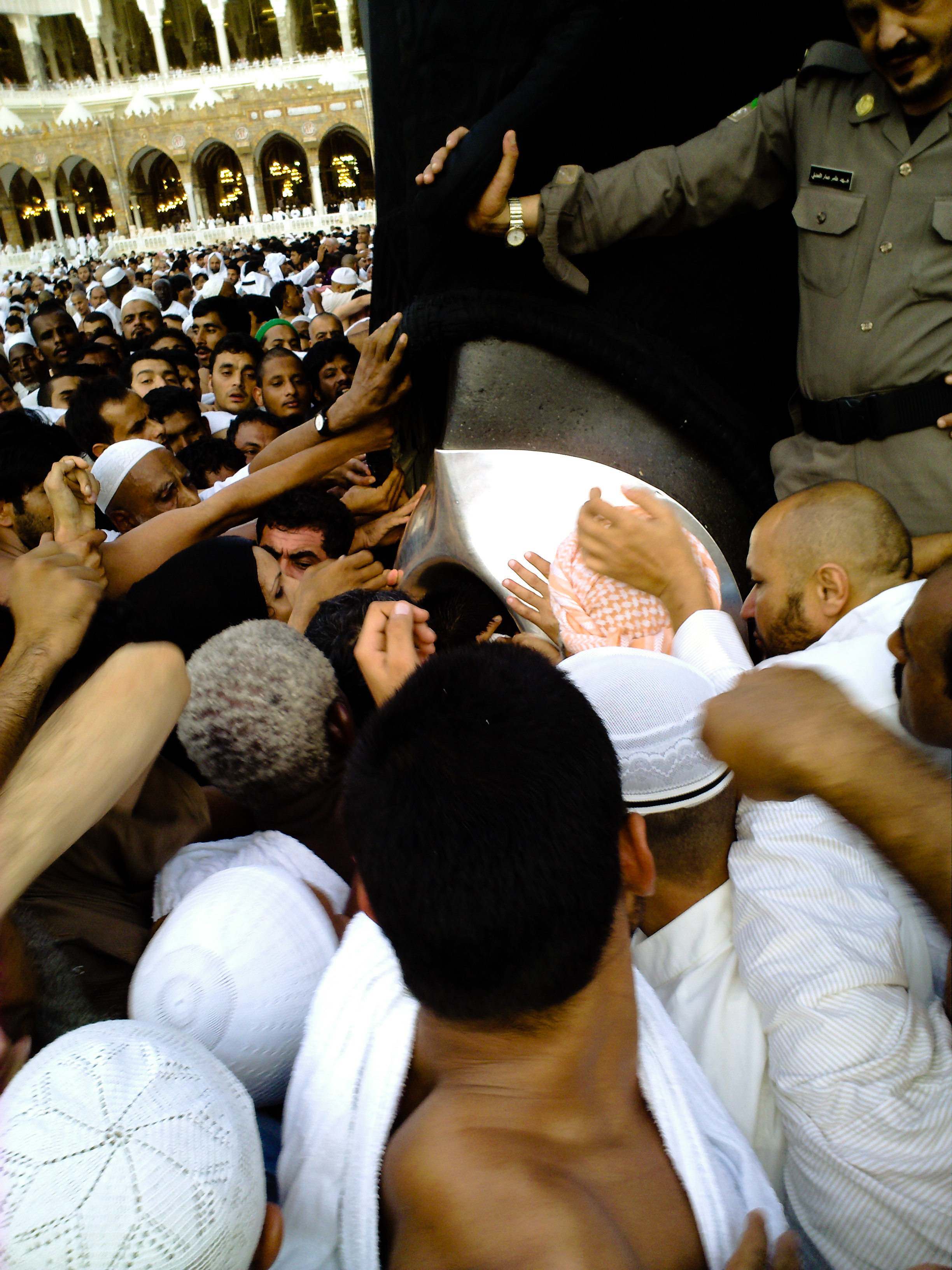
무슬림 순례자들이 서로를 밀쳐내며 검은 돌에 키스하려고 하고 있다. 많은 사람들 때문에 키스를 하지 못한다면 그 대신에 돌면서 오른손으로 그 쪽을 가리킨다. 한 바퀴를 돌 때마다 순례자들은 "신의 이름으로, 신은 위대하다, 신은 위대하다, 신은 위대하며 신에게 찬송한다."라고 말한다. 경비원들이 키스를 한 사람을 밀쳐내고 있다.

검은 돌(الحجر الأسود al-Ḥajar al-Aswad,  سنگ سیاہ Sang-e-Sayah)은 사우디 아라비아 메카 마스지드 알 하람의 한가운데에 있는 고대 석조 건축물인 카바 동쪽 구석에 있는 돌이다. 무슬림 전통에 따르면, 이 돌은 아담과 하와 시절부터 있던 것으로, 무슬림들은 이를 이슬람의 대표적 유물로 신성하게 여긴다.
이슬람이 번성하기 전부터 신성하게 여겨졌다고 하며, 이슬람의 예언자 무함마드가 첫 계시를 받기 5년 전인 605년에 카바의 벽에 그대로 넣어졌다고 한다. 그 이후 수 많은 조각으로 계속 쪼개졌으며 지금은 카바 옆 부분에 은틀 안에 들어가 있다. 겉으로 보기에는 쪼개진 검은 돌로 많은 수행자들의 흔적으로 인해 표면이 부드럽다. 이슬람 전통에 따르면 아담과 이브에게 어디에 제단을 지을지 알려주기 위해 천국에서 떨어뜨린 것이라고 한다. 종종 운석이라고 표현되기도 하지만 확실치는 않다.
무슬림 순례자들은 하즈의 타와프 의식의 일부로 카바 주위를 돈다. 무하마드가 했던 키스의 전통을 따라하기 위해서 많은 사람들이 검은 돌에서 멈춰서 키스하려고 시도한다. 검은 돌에 다가가지 못하면 카바 주위에 일곱 번 돌면서 손으로 그곳을 가리킨다.

## 같이 보기
- 키블라